# Be a Man
Be A Man – ostatni oficjalny singel zespołu grungowego Hole. Jest to piosenka do filmu z Alem Pacino, Any Given Sunday piosenka ta znalzała się na płycie z muzyką do tego filmu. Napisana została przez Courtney Love, Eric Erlandson'a  i Billy Corgan'a. Do tej piosenki został nakręcony teledysk.  Na singlu znalazła się też piosenka P.O.D.

## Lista utworów
1. Be a Man (Radio Edit)
2. Be a Man (Album Version)
3. Whatever It Takes (P.O.D.)

## Teledysk
Na tym teledysku Courtney Love ma niebieskie włosy. A wokół niej biegają sportowcy.